# Aleksander Wójcik
Aleksander Wójcik (ur. 13 lutego 1940 w Bońkowie Podleśnym, zm. 2020) – polski polityk i działacz partyjny.

## Życiorys
Był synem Antoniego i Konstancji. W latach 60. XX wieku wstąpił do Polskiej Zjednoczonej Partii Robotniczej. W latach 1978–1979 pełnił funkcję naczelnika Mławy. Następnie w listopadzie 1979 został wicewojewodą ciechanowskim, pełnił funkcję aż do 1990. 
Zmarł w 2020. Został pochowany na cmentarzu parafialnym przy ul. 18 Stycznia w Mławie 7 maja 2020 roku.